# 鈴鹿市
鈴鹿市（すずかし）は、三重県の中北部に位置する人口約19万の市。小岐須渓谷など市域の一部は鈴鹿国定公園に指定されている。市のキャッチコピーは「さぁ、きっともっと鈴鹿。海あり、山あり、匠の技あり」。

## 概要
第二次世界大戦中に鈴鹿海軍工廠の設置を目的に軍部の強い意向により市町村合併がなされ軍都として誕生した都市である。戦後は、その広大な軍用地を転換し、工業都市として生まれ変わった。現在は旭化成の鈴鹿製造所があり、かつてはカネボウなど繊維産業が盛んだった。また、本田技研工業の鈴鹿製作所があり、関連の自動車部品工場なども多くみられる。
F1の日本グランプリやオートバイの8時間耐久レースなど国際及び国内レースなどが多数開催され、世界的にも有名な日本有数のレーシングコースである鈴鹿サーキットがあり、近年では日本のモータースポーツの聖地とも言われる。

## 地理

### 位置
三重県の北部に位置し、東は伊勢湾に面し西は鈴鹿山脈まで広がっている。市域の北は三重県最大の都市四日市市、南は三重県の県庁所在地津市に接している。又、京都市から最も近い太平洋岸の都市でもある。
主要都市までの距離
- 名古屋：52km
- 新宮：182km
- 奈良：92km
- 大阪：132km（奈良経由）
- 草津：71km
- 京都：92km
- 米原：121km（草津経由）
- 敦賀：173km（草津経由）

### 市街地

鈴鹿市中心部周辺の空中写真。画像右に近鉄鈴鹿市駅、伊勢鉄道鈴鹿駅、市役所のある神戸地区。画像左下角にある大規模な施設は、本田技研工業の鈴鹿製作所。1987年撮影の14枚を合成作成。。

かつて市街地は、旧城下町の神戸（近鉄鈴鹿市駅前）、漁港の白子、軍の工廠があった平田の3か所に分散していたが、次第に中央道路に沿って商業施設を中心に開発が進み、西条や庄野羽山も発展してきている。

### 自然
- 河川：鈴鹿川、安楽川、御幣川、金沢川、堀切川、中の川

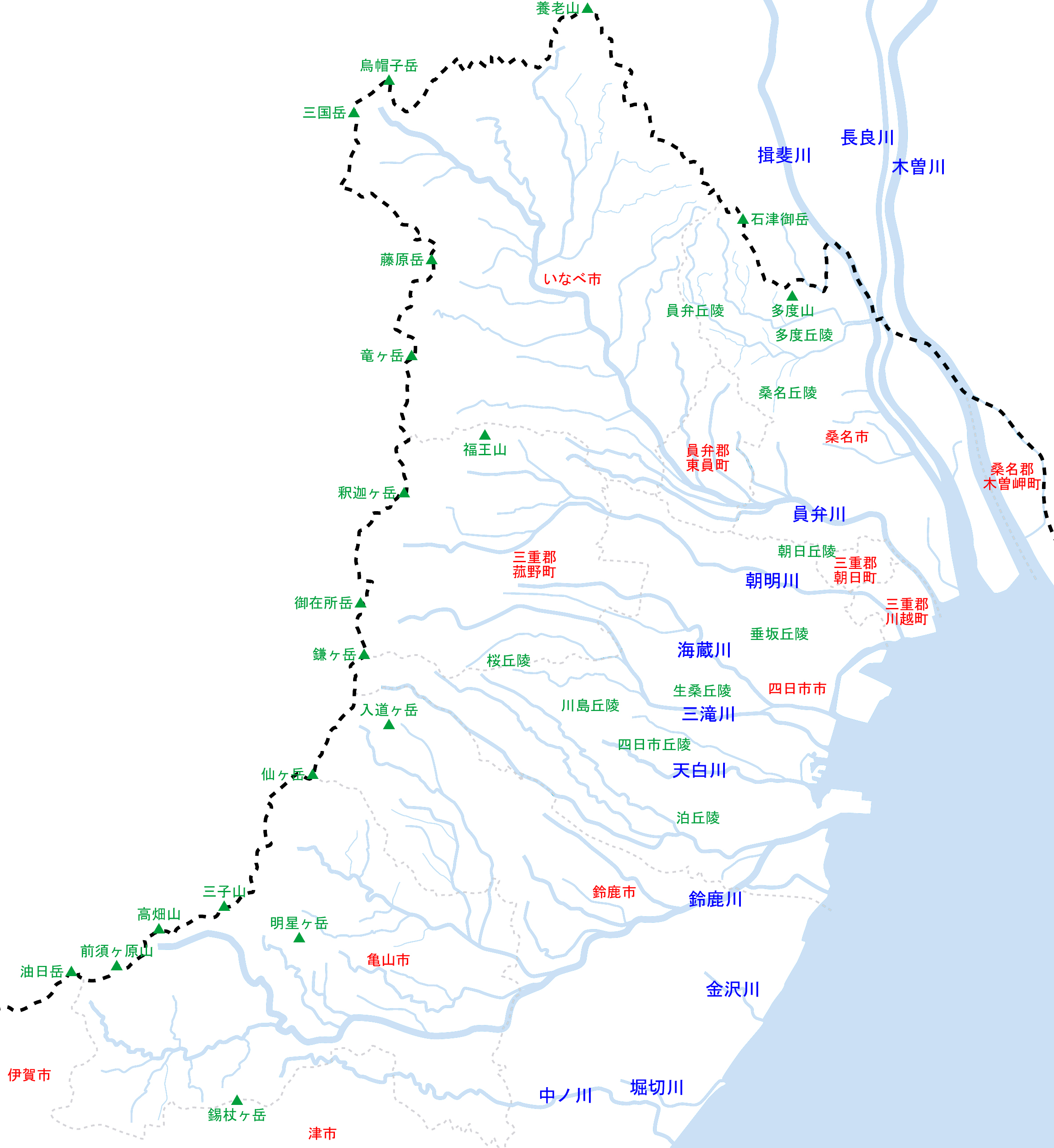
三重県北部を流れる河川の位置関係。濃い破線は県境、薄い破線は市町村境。河川名は木曽川水系以外は水系本川のみ記載。

- 山：入道ヶ岳、野登山
- 湖沼：加佐登調整池（白鳥湖）、竜ヶ池
- 鈴鹿国定公園
- 伊勢の海県立自然公園

### 隣接する自治体
- 四日市市
- 津市
- 亀山市
- 滋賀県甲賀市

## 歴史
古くは日本書紀に市内の地名の由来伝説が登場し、奈良時代には東海道、伊勢国の国府が置かれたなどの長い歴史を持つ。
現在の鈴鹿市の領域は、飛鳥時代から東国に通じる交通の要衝として発展し、中心部の神戸藩（かんべはん）と、伊勢亀山藩、紀州藩、伊勢西条藩の各藩が存在していた。戦国時代には神戸城へ織田信長の三男・神戸信孝を養子に迎え、江戸時代には東海道の宿場町として石薬師宿と庄野宿を擁し、白子（しろこ）は港町および伊勢参宮街道の宿場町として栄えた。戦前から戦時中の工廠建設によって、広域合併をして発足。「鈴鹿」の市名を持つが、旧河芸郡の地域が市の中核だった。

### 沿革
- 1942年（昭和17年）12月1日 - 鈴鹿郡石薬師村・国府村・庄野村・高津瀬村・牧田村・河芸郡神戸町・白子町・稲生村・飯野村・一ノ宮村・河曲村・玉垣村・箕田村・若松村が合併して発足。
- 1954年（昭和29年）8月1日 - 河芸郡栄村・天名村・合川村を編入。
- 1954年（昭和29年）12月1日 - 亀山市の一部（小田町・和泉町・西富田町・中富田町）を編入。
- 1957年（昭和32年）4月15日 - 鈴鹿郡三鈴村の一部（大字下大久保・岸田・山本・小社・小岐須・大久保）を編入。
- 1957年（昭和32年）6月15日 - 鈴鹿郡鈴峰村の一部（大字深溝・三畑町・追分）を編入。
- 1962年（昭和37年）9月 - 鈴鹿サーキットが開場[4]。市民歌「鈴鹿の空は微笑む」、市民音頭「鈴鹿おどり」を制定。
- 1967年（昭和42年）4月1日 - 鈴鹿郡鈴峰村を編入。
- 1975年（昭和50年） - 年間を通じて交通事故による死者率が都市別で全国3位（10万人当たり17.8）となった[5]。
- 1986年（昭和61年）1月1日 - 市民憲章を制定。
- 2004年（平成16年）12月24日 - 「モータースポーツ都市」を宣言[6]。
- 2007年（平成19年）4月15日 - 三重県中部地震が発生、市内では西条地区で震度5弱を観測したほか、神戸地区で震度4を観測した。

### 変遷表
現在の鈴鹿市は幕末時点での河曲郡の全域・奄芸郡の一部・鈴鹿郡の一部にあたる。
| 旧 郡    | 明治以前       | 明治以前       | 明治初年 - 明治22年   | 明治22年 4月1日 町村制施行 | 明治22年 - 明治29年        | 明治29年 3月29日 河芸郡発足 | 明治29年 - 大正15年          | 昭和元年 - 昭和19年    | 昭和20年 - 昭和31年          | 昭和20年 - 昭和31年          | 昭和32年 - 昭和39年          | 昭和32年 - 昭和39年          | 昭和40年 - 現在             | 現在   |
| -------- | -------------- | -------------- | --------------------- | -------------------------- | -------------------------- | --------------------------- | ---------------------------- | ---------------------- | ---------------------------- | ---------------------------- | ---------------------------- | ---------------------------- | --------------------------- | ------ |
| 鈴 鹿 郡 | 原村           | 一部           | 原村                  | 庄内村 の一部              | 庄内村の一部               | 庄内村 の一部               | 庄内村の一部                 | 庄内村の一部           | 庄内村の一部                 | 昭和31年9月30日 三鈴村の一部 | 鈴峰村                       | 鈴峰村                       | 昭和42年4月1日 鈴鹿市に編入 | 鈴鹿市 |
| 鈴 鹿 郡 | 北畑村         | 北畑村         | 明治8年 三畑村        | 庄内村 の一部              | 庄内村の一部               | 庄内村 の一部               | 庄内村の一部                 | 庄内村の一部           | 庄内村の一部                 | 昭和31年9月30日 三鈴村の一部 | 鈴峰村                       | 昭和32年6月15日 鈴鹿市に編入 | 鈴鹿市                      | 鈴鹿市 |
| 鈴 鹿 郡 | 南畑村         |                | 明治8年 三畑村        | 庄内村 の一部              | 庄内村の一部               | 庄内村 の一部               | 庄内村の一部                 | 庄内村の一部           | 庄内村の一部                 | 昭和31年9月30日 三鈴村の一部 | 鈴峰村                       | 昭和32年6月15日 鈴鹿市に編入 | 鈴鹿市                      | 鈴鹿市 |
| 鈴 鹿 郡 | 上野村         |                | 明治8年 三畑村        | 庄内村 の一部              | 庄内村の一部               | 庄内村 の一部               | 庄内村の一部                 | 庄内村の一部           | 庄内村の一部                 | 昭和31年9月30日 三鈴村の一部 | 鈴峰村                       | 昭和32年6月15日 鈴鹿市に編入 | 鈴鹿市                      | 鈴鹿市 |
| 鈴 鹿 郡 | 深溝村         | 深溝村         | 深溝村                | 深伊沢村                   | 深伊沢村                   | 深伊沢村                    | 深伊沢村                     | 深伊沢村               | 深伊沢村                     | 昭和31年9月30日 三鈴村の一部 | 鈴峰村                       | 昭和32年6月15日 鈴鹿市に編入 | 鈴鹿市                      | 鈴鹿市 |
| 鈴 鹿 郡 | 伊船村         | 伊船村         | 明治初年 伊船村       | 深伊沢村                   | 深伊沢村                   | 深伊沢村                    | 深伊沢村                     | 深伊沢村               | 深伊沢村                     | 昭和31年9月30日 三鈴村の一部 | 鈴峰村                       | 鈴峰村                       | 昭和42年4月1日 鈴鹿市に編入 | 鈴鹿市 |
| 鈴 鹿 郡 | 伊船野田村     |                | 明治初年 伊船村       | 深伊沢村                   | 深伊沢村                   | 深伊沢村                    | 深伊沢村                     | 深伊沢村               | 深伊沢村                     | 昭和31年9月30日 三鈴村の一部 | 鈴峰村                       | 鈴峰村                       | 昭和42年4月1日 鈴鹿市に編入 | 鈴鹿市 |
| 鈴 鹿 郡 | 長沢村         | 長沢村         | 明治初年 長沢村       | 深伊沢村                   | 深伊沢村                   | 深伊沢村                    | 深伊沢村                     | 深伊沢村               | 深伊沢村                     | 昭和31年9月30日 三鈴村の一部 | 鈴峰村                       | 鈴峰村                       | 昭和42年4月1日 鈴鹿市に編入 | 鈴鹿市 |
| 鈴 鹿 郡 | 長沢野田村     |                | 明治初年 長沢村       | 深伊沢村                   | 深伊沢村                   | 深伊沢村                    | 深伊沢村                     | 深伊沢村               | 深伊沢村                     | 昭和31年9月30日 三鈴村の一部 | 鈴峰村                       | 鈴峰村                       | 昭和42年4月1日 鈴鹿市に編入 | 鈴鹿市 |
| 鈴 鹿 郡 | 小社村         | 小社村         | 小社村                | 椿村 の一部                | 椿村の一部                 | 椿村 の一部                 | 椿村の一部                   | 椿村の一部             | 椿村の一部                   | 昭和31年9月30日 三鈴村の一部 | 昭和32年4月15日 鈴鹿市に編入 | 昭和32年6月15日 鈴峰村に編入 | 昭和42年4月1日 鈴鹿市に編入 | 鈴鹿市 |
| 鈴 鹿 郡 | 小岐須村       | 小岐須村       | 小岐須村              | 椿村 の一部                | 椿村の一部                 | 椿村 の一部                 | 椿村の一部                   | 椿村の一部             | 椿村の一部                   | 昭和31年9月30日 三鈴村の一部 | 昭和32年4月15日 鈴鹿市に編入 | 昭和32年6月15日 鈴峰村に編入 | 昭和42年4月1日 鈴鹿市に編入 | 鈴鹿市 |
| 鈴 鹿 郡 | 大久保村       | 大久保村       | 明治8年 大野村の一部  | 椿村 の一部                | 椿村の一部                 | 椿村 の一部                 | 椿村の一部                   | 椿村の一部             | 椿村の一部                   | 昭和31年9月30日 三鈴村の一部 | 昭和32年4月15日 鈴鹿市に編入 | 鈴鹿市                       | 鈴鹿市                      | 鈴鹿市 |
| 鈴 鹿 郡 | 山本村         | 山本村         | 山本村                | 椿村 の一部                | 椿村の一部                 | 椿村 の一部                 | 椿村の一部                   | 椿村の一部             | 椿村の一部                   | 昭和31年9月30日 三鈴村の一部 | 昭和32年4月15日 鈴鹿市に編入 | 鈴鹿市                       | 鈴鹿市                      | 鈴鹿市 |
| 鈴 鹿 郡 | 下大久保村     | 下大久保村     | 下大久保村            | 久間田村 の一部            | 久間田村の一部             | 久間田村 の一部             | 久間田村の一部               | 久間田村の一部         | 久間田村の一部               | 昭和31年9月30日 三鈴村の一部 | 昭和32年4月15日 鈴鹿市に編入 | 鈴鹿市                       | 鈴鹿市                      | 鈴鹿市 |
| 鈴 鹿 郡 | 岸田村         | 岸田村         | 岸田村                | 久間田村 の一部            | 久間田村の一部             | 久間田村 の一部             | 久間田村の一部               | 久間田村の一部         | 久間田村の一部               | 昭和31年9月30日 三鈴村の一部 | 昭和32年4月15日 鈴鹿市に編入 | 鈴鹿市                       | 鈴鹿市                      | 鈴鹿市 |
| 鈴 鹿 郡 | 小田村         | 小田村         | 小田村                | 井田川村 の一部            | 井田川村の一部             | 井田川村 の一部             | 井田川村の一部               | 井田川村               | 昭和29年10月1日 亀山市の一部 | 昭和29年12月1日 鈴鹿市に編入 | 鈴鹿市                       | 鈴鹿市                       | 鈴鹿市                      | 鈴鹿市 |
| 鈴 鹿 郡 | 西富田村       | 西富田村       | 西富田村              | 井田川村 の一部            | 井田川村の一部             | 井田川村 の一部             | 井田川村の一部               | 井田川村               | 昭和29年10月1日 亀山市の一部 | 昭和29年12月1日 鈴鹿市に編入 | 鈴鹿市                       | 鈴鹿市                       | 鈴鹿市                      | 鈴鹿市 |
| 鈴 鹿 郡 | 中富田村       | 中富田村       | 中富田村              | 井田川村 の一部            | 井田川村の一部             | 井田川村 の一部             | 井田川村の一部               | 井田川村               | 昭和29年10月1日 亀山市の一部 | 昭和29年12月1日 鈴鹿市に編入 | 鈴鹿市                       | 鈴鹿市                       | 鈴鹿市                      | 鈴鹿市 |
| 鈴 鹿 郡 | 和泉村         | 和泉村         | 和泉村                | 井田川村 の一部            | 井田川村の一部             | 井田川村 の一部             | 井田川村の一部               | 井田川村               | 昭和29年10月1日 亀山市の一部 | 昭和29年12月1日 鈴鹿市に編入 | 鈴鹿市                       | 鈴鹿市                       | 鈴鹿市                      | 鈴鹿市 |
| 鈴 鹿 郡 | 石薬師村       | 石薬師村       | 石薬師村              | 石薬師村                   | 石薬師村                   | 石薬師村                    | 石薬師村                     | 昭和17年12月1日 鈴鹿市 | 鈴鹿市                       | 鈴鹿市                       | 鈴鹿市                       | 鈴鹿市                       | 鈴鹿市                      | 鈴鹿市 |
| 鈴 鹿 郡 | 上野村         | 上野村         | 上野村                | 石薬師村                   | 石薬師村                   | 石薬師村                    | 石薬師村                     | 昭和17年12月1日 鈴鹿市 | 鈴鹿市                       | 鈴鹿市                       | 鈴鹿市                       | 鈴鹿市                       | 鈴鹿市                      | 鈴鹿市 |
| 鈴 鹿 郡 | 上田村         | 上田村         | 上田村                | 石薬師村                   | 石薬師村                   | 石薬師村                    | 石薬師村                     | 昭和17年12月1日 鈴鹿市 | 鈴鹿市                       | 鈴鹿市                       | 鈴鹿市                       | 鈴鹿市                       | 鈴鹿市                      | 鈴鹿市 |
| 鈴 鹿 郡 | 庄野村         | 庄野村         | 庄野村                | 庄野村                     | 庄野村                     | 庄野村                      | 庄野村                       | 昭和17年12月1日 鈴鹿市 | 鈴鹿市                       | 鈴鹿市                       | 鈴鹿市                       | 鈴鹿市                       | 鈴鹿市                      | 鈴鹿市 |
| 鈴 鹿 郡 | 汲川原村       | 汲川原村       | 汲川原村              | 庄野村                     | 庄野村                     | 庄野村                      | 庄野村                       | 昭和17年12月1日 鈴鹿市 | 鈴鹿市                       | 鈴鹿市                       | 鈴鹿市                       | 鈴鹿市                       | 鈴鹿市                      | 鈴鹿市 |
| 鈴 鹿 郡 | 高宮村         | 高宮村         | 高宮村                | 高津瀬村                   | 高津瀬村                   | 高津瀬村                    | 高津瀬村                     | 昭和17年12月1日 鈴鹿市 | 鈴鹿市                       | 鈴鹿市                       | 鈴鹿市                       | 鈴鹿市                       | 鈴鹿市                      | 鈴鹿市 |
| 鈴 鹿 郡 | 津賀村         | 津賀村         | 津賀村                | 高津瀬村                   | 高津瀬村                   | 高津瀬村                    | 高津瀬村                     | 昭和17年12月1日 鈴鹿市 | 鈴鹿市                       | 鈴鹿市                       | 鈴鹿市                       | 鈴鹿市                       | 鈴鹿市                      | 鈴鹿市 |
| 鈴 鹿 郡 | 広瀬村         | 広瀬村         | 広瀬村                | 高津瀬村                   | 高津瀬村                   | 高津瀬村                    | 高津瀬村                     | 昭和17年12月1日 鈴鹿市 | 鈴鹿市                       | 鈴鹿市                       | 鈴鹿市                       | 鈴鹿市                       | 鈴鹿市                      | 鈴鹿市 |
| 鈴 鹿 郡 | 国府村         | 国府村         | 国府村                | 国府村                     | 国府村                     | 国府村                      | 国府村                       | 昭和17年12月1日 鈴鹿市 | 鈴鹿市                       | 鈴鹿市                       | 鈴鹿市                       | 鈴鹿市                       | 鈴鹿市                      | 鈴鹿市 |
| 鈴 鹿 郡 | 平野村         | 平野村         | 平野村                | 国府村                     | 国府村                     | 国府村                      | 国府村                       | 昭和17年12月1日 鈴鹿市 | 鈴鹿市                       | 鈴鹿市                       | 鈴鹿市                       | 鈴鹿市                       | 鈴鹿市                      | 鈴鹿市 |
| 鈴 鹿 郡 | 八野村         | 八野村         | 八野村                | 国府村                     | 国府村                     | 国府村                      | 国府村                       | 昭和17年12月1日 鈴鹿市 | 鈴鹿市                       | 鈴鹿市                       | 鈴鹿市                       | 鈴鹿市                       | 鈴鹿市                      | 鈴鹿市 |
| 鈴 鹿 郡 | 弓削村         | 弓削村         | 明治8年 弓削岡田村    | 牧田村                     | 牧田村                     | 牧田村                      | 牧田村                       | 昭和17年12月1日 鈴鹿市 | 鈴鹿市                       | 鈴鹿市                       | 鈴鹿市                       | 鈴鹿市                       | 鈴鹿市                      | 鈴鹿市 |
| 鈴 鹿 郡 | 岡田村         |                | 明治8年 弓削岡田村    | 牧田村                     | 牧田村                     | 牧田村                      | 牧田村                       | 昭和17年12月1日 鈴鹿市 | 鈴鹿市                       | 鈴鹿市                       | 鈴鹿市                       | 鈴鹿市                       | 鈴鹿市                      | 鈴鹿市 |
| 鈴 鹿 郡 | 平田村         | 平田村         | 平田村                | 牧田村                     | 牧田村                     | 牧田村                      | 牧田村                       | 昭和17年12月1日 鈴鹿市 | 鈴鹿市                       | 鈴鹿市                       | 鈴鹿市                       | 鈴鹿市                       | 鈴鹿市                      | 鈴鹿市 |
| 鈴 鹿 郡 | 算所村         | 算所村         | 算所村                | 牧田村                     | 牧田村                     | 牧田村                      | 牧田村                       | 昭和17年12月1日 鈴鹿市 | 鈴鹿市                       | 鈴鹿市                       | 鈴鹿市                       | 鈴鹿市                       | 鈴鹿市                      | 鈴鹿市 |
| 鈴 鹿 郡 | 甲斐村         | 甲斐村         | 明治初年 鈴鹿郡甲斐村 | 牧田村                     | 牧田村                     | 牧田村                      | 牧田村                       | 昭和17年12月1日 鈴鹿市 | 鈴鹿市                       | 鈴鹿市                       | 鈴鹿市                       | 鈴鹿市                       | 鈴鹿市                      | 鈴鹿市 |
| 河 曲 郡 | 甲斐無里       | 甲斐無里       | 明治初年 鈴鹿郡甲斐村 | 牧田村                     | 牧田村                     | 牧田村                      | 牧田村                       | 昭和17年12月1日 鈴鹿市 | 鈴鹿市                       | 鈴鹿市                       | 鈴鹿市                       | 鈴鹿市                       | 鈴鹿市                      | 鈴鹿市 |
| 河 曲 郡 | 神戸城下       | 神戸城下       | 神戸城下              | 神戸町                     | 神戸町                     | 河芸郡 神戸町               | 神戸町                       | 昭和17年12月1日 鈴鹿市 | 鈴鹿市                       | 鈴鹿市                       | 鈴鹿市                       | 鈴鹿市                       | 鈴鹿市                      | 鈴鹿市 |
| 河 曲 郡 | 地子町村       | 一部を除く     | 地子町村              | 神戸町                     | 神戸町                     | 河芸郡 神戸町               | 神戸町                       | 昭和17年12月1日 鈴鹿市 | 鈴鹿市                       | 鈴鹿市                       | 鈴鹿市                       | 鈴鹿市                       | 鈴鹿市                      | 鈴鹿市 |
| 河 曲 郡 | 地子町村       | 一部           | 地子町村              | 飯野村                     | 飯野村                     | 河芸郡 飯野村               | 飯野村                       | 昭和17年12月1日 鈴鹿市 | 鈴鹿市                       | 鈴鹿市                       | 鈴鹿市                       | 鈴鹿市                       | 鈴鹿市                      | 鈴鹿市 |
| 河 曲 郡 | 西条村         | 大部分         | 西条村                | 飯野村                     | 飯野村                     | 河芸郡 飯野村               | 飯野村                       | 昭和17年12月1日 鈴鹿市 | 鈴鹿市                       | 鈴鹿市                       | 鈴鹿市                       | 鈴鹿市                       | 鈴鹿市                      | 鈴鹿市 |
| 河 曲 郡 | 西条村         | 一部           | 西条村                | 神戸町                     | 神戸町                     | 河芸郡 神戸町               | 神戸町                       | 昭和17年12月1日 鈴鹿市 | 鈴鹿市                       | 鈴鹿市                       | 鈴鹿市                       | 鈴鹿市                       | 鈴鹿市                      | 鈴鹿市 |
| 河 曲 郡 | 十日市場       | 十日市場       | 十日市場              | 神戸町                     | 神戸町                     | 河芸郡 神戸町               | 神戸町                       | 昭和17年12月1日 鈴鹿市 | 鈴鹿市                       | 鈴鹿市                       | 鈴鹿市                       | 鈴鹿市                       | 鈴鹿市                      | 鈴鹿市 |
| 河 曲 郡 | 矢田部村       | 矢田部村       | 矢田部村              | 神戸町                     | 神戸町                     | 河芸郡 神戸町               | 神戸町                       | 昭和17年12月1日 鈴鹿市 | 鈴鹿市                       | 鈴鹿市                       | 鈴鹿市                       | 鈴鹿市                       | 鈴鹿市                      | 鈴鹿市 |
| 河 曲 郡 | 寺家村         | 一部           | 寺家村                | 神戸町                     | 神戸町                     | 河芸郡 神戸町               | 神戸町                       | 昭和17年12月1日 鈴鹿市 | 鈴鹿市                       | 鈴鹿市                       | 鈴鹿市                       | 鈴鹿市                       | 鈴鹿市                      | 鈴鹿市 |
| 河 曲 郡 | 寺家村         | 大部分         | 寺家村                | 飯野村                     | 飯野村                     | 河芸郡 飯野村               | 飯野村                       | 昭和17年12月1日 鈴鹿市 | 鈴鹿市                       | 鈴鹿市                       | 鈴鹿市                       | 鈴鹿市                       | 鈴鹿市                      | 鈴鹿市 |
| 河 曲 郡 | 安塚村         | 安塚村         | 安塚村                | 飯野村                     | 飯野村                     | 河芸郡 飯野村               | 飯野村                       | 昭和17年12月1日 鈴鹿市 | 鈴鹿市                       | 鈴鹿市                       | 鈴鹿市                       | 鈴鹿市                       | 鈴鹿市                      | 鈴鹿市 |
| 河 曲 郡 | 三日市村       | 三日市村       | 三日市村              | 飯野村                     | 飯野村                     | 河芸郡 飯野村               | 飯野村                       | 昭和17年12月1日 鈴鹿市 | 鈴鹿市                       | 鈴鹿市                       | 鈴鹿市                       | 鈴鹿市                       | 鈴鹿市                      | 鈴鹿市 |
| 河 曲 郡 | 河田村         | 河田村         | 河田村                | 川曲村                     | 明治24年6月1日 改称 河曲村 | 河芸郡 河曲村               | 河曲村                       | 昭和17年12月1日 鈴鹿市 | 鈴鹿市                       | 鈴鹿市                       | 鈴鹿市                       | 鈴鹿市                       | 鈴鹿市                      | 鈴鹿市 |
| 河 曲 郡 | 野辺村         | 野辺村         | 野辺村                | 川曲村                     | 明治24年6月1日 改称 河曲村 | 河芸郡 河曲村               | 河曲村                       | 昭和17年12月1日 鈴鹿市 | 鈴鹿市                       | 鈴鹿市                       | 鈴鹿市                       | 鈴鹿市                       | 鈴鹿市                      | 鈴鹿市 |
| 河 曲 郡 | 竹野村         | 竹野村         | 竹野村                | 川曲村                     | 明治24年6月1日 改称 河曲村 | 河芸郡 河曲村               | 河曲村                       | 昭和17年12月1日 鈴鹿市 | 鈴鹿市                       | 鈴鹿市                       | 鈴鹿市                       | 鈴鹿市                       | 鈴鹿市                      | 鈴鹿市 |
| 河 曲 郡 | 木田村         | 木田村         | 木田村                | 川曲村                     | 明治24年6月1日 改称 河曲村 | 河芸郡 河曲村               | 河曲村                       | 昭和17年12月1日 鈴鹿市 | 鈴鹿市                       | 鈴鹿市                       | 鈴鹿市                       | 鈴鹿市                       | 鈴鹿市                      | 鈴鹿市 |
| 河 曲 郡 | 国分村         | 国分村         | 国分村                | 川曲村                     | 明治24年6月1日 改称 河曲村 | 河芸郡 河曲村               | 河曲村                       | 昭和17年12月1日 鈴鹿市 | 鈴鹿市                       | 鈴鹿市                       | 鈴鹿市                       | 鈴鹿市                       | 鈴鹿市                      | 鈴鹿市 |
| 河 曲 郡 | 山辺村         | 山辺村         | 山辺村                | 川曲村                     | 明治24年6月1日 改称 河曲村 | 河芸郡 河曲村               | 河曲村                       | 昭和17年12月1日 鈴鹿市 | 鈴鹿市                       | 鈴鹿市                       | 鈴鹿市                       | 鈴鹿市                       | 鈴鹿市                      | 鈴鹿市 |
| 河 曲 郡 | 十宮村         | 十宮村         | 十宮村                | 川曲村                     | 明治24年6月1日 改称 河曲村 | 河芸郡 河曲村               | 河曲村                       | 昭和17年12月1日 鈴鹿市 | 鈴鹿市                       | 鈴鹿市                       | 鈴鹿市                       | 鈴鹿市                       | 鈴鹿市                      | 鈴鹿市 |
| 河 曲 郡 | 須賀村         | 須賀村         | 須賀村                | 川曲村                     | 明治24年6月1日 改称 河曲村 | 河芸郡 河曲村               | 河曲村                       | 昭和17年12月1日 鈴鹿市 | 鈴鹿市                       | 鈴鹿市                       | 鈴鹿市                       | 鈴鹿市                       | 鈴鹿市                      | 鈴鹿市 |
| 河 曲 郡 | 池田村         | 池田村         | 池田村                | 一ノ宮村                   | 一ノ宮村                   | 河芸郡 一ノ宮村             | 一ノ宮村                     | 昭和17年12月1日 鈴鹿市 | 鈴鹿市                       | 鈴鹿市                       | 鈴鹿市                       | 鈴鹿市                       | 鈴鹿市                      | 鈴鹿市 |
| 河 曲 郡 | 高岡村         | 高岡村         | 高岡村                | 一ノ宮村                   | 一ノ宮村                   | 河芸郡 一ノ宮村             | 一ノ宮村                     | 昭和17年12月1日 鈴鹿市 | 鈴鹿市                       | 鈴鹿市                       | 鈴鹿市                       | 鈴鹿市                       | 鈴鹿市                      | 鈴鹿市 |
| 河 曲 郡 | 中戸村         | 中戸村         | 中戸村                | 一ノ宮村                   | 一ノ宮村                   | 河芸郡 一ノ宮村             | 一ノ宮村                     | 昭和17年12月1日 鈴鹿市 | 鈴鹿市                       | 鈴鹿市                       | 鈴鹿市                       | 鈴鹿市                       | 鈴鹿市                      | 鈴鹿市 |
| 河 曲 郡 | 南長太村       | 南長太村       | 南長太村              | 一ノ宮村                   | 一ノ宮村                   | 河芸郡 一ノ宮村             | 一ノ宮村                     | 昭和17年12月1日 鈴鹿市 | 鈴鹿市                       | 鈴鹿市                       | 鈴鹿市                       | 鈴鹿市                       | 鈴鹿市                      | 鈴鹿市 |
| 河 曲 郡 | 北長太村       | 北長太村       | 北長太村              | 一ノ宮村                   | 一ノ宮村                   | 河芸郡 一ノ宮村             | 一ノ宮村                     | 昭和17年12月1日 鈴鹿市 | 鈴鹿市                       | 鈴鹿市                       | 鈴鹿市                       | 鈴鹿市                       | 鈴鹿市                      | 鈴鹿市 |
| 河 曲 郡 | 上箕田村       | 上箕田村       | 上箕田村              | 箕田村                     | 箕田村                     | 河芸郡 箕田村               | 箕田村                       | 昭和17年12月1日 鈴鹿市 | 鈴鹿市                       | 鈴鹿市                       | 鈴鹿市                       | 鈴鹿市                       | 鈴鹿市                      | 鈴鹿市 |
| 河 曲 郡 | 西林崎村       | 西林崎村       | 明治初年 改称 林崎村  | 箕田村                     | 箕田村                     | 河芸郡 箕田村               | 箕田村                       | 昭和17年12月1日 鈴鹿市 | 鈴鹿市                       | 鈴鹿市                       | 鈴鹿市                       | 鈴鹿市                       | 鈴鹿市                      | 鈴鹿市 |
| 河 曲 郡 | 南林崎村       | 南林崎村       | 南林崎村              | 箕田村                     | 箕田村                     | 河芸郡 箕田村               | 箕田村                       | 昭和17年12月1日 鈴鹿市 | 鈴鹿市                       | 鈴鹿市                       | 鈴鹿市                       | 鈴鹿市                       | 鈴鹿市                      | 鈴鹿市 |
| 河 曲 郡 | 中箕田村       | 中箕田村       | 中箕田村              | 箕田村                     | 箕田村                     | 河芸郡 箕田村               | 箕田村                       | 昭和17年12月1日 鈴鹿市 | 鈴鹿市                       | 鈴鹿市                       | 鈴鹿市                       | 鈴鹿市                       | 鈴鹿市                      | 鈴鹿市 |
| 河 曲 郡 | 下箕田村       | 下箕田村       | 下箕田村              | 箕田村                     | 箕田村                     | 河芸郡 箕田村               | 箕田村                       | 昭和17年12月1日 鈴鹿市 | 鈴鹿市                       | 鈴鹿市                       | 鈴鹿市                       | 鈴鹿市                       | 鈴鹿市                      | 鈴鹿市 |
| 河 曲 郡 | 南堀江村       | 南堀江村       | 南堀江村              | 箕田村                     | 箕田村                     | 河芸郡 箕田村               | 箕田村                       | 昭和17年12月1日 鈴鹿市 | 鈴鹿市                       | 鈴鹿市                       | 鈴鹿市                       | 鈴鹿市                       | 鈴鹿市                      | 鈴鹿市 |
| 河 曲 郡 | 北堀江村       | 北堀江村       | 北堀江村              | 箕田村                     | 箕田村                     | 河芸郡 箕田村               | 箕田村                       | 昭和17年12月1日 鈴鹿市 | 鈴鹿市                       | 鈴鹿市                       | 鈴鹿市                       | 鈴鹿市                       | 鈴鹿市                      | 鈴鹿市 |
| 河 曲 郡 | 南若松村       | 南若松村       | 南若松村              | 若松村                     | 若松村                     | 河芸郡 若松村               | 若松村                       | 昭和17年12月1日 鈴鹿市 | 鈴鹿市                       | 鈴鹿市                       | 鈴鹿市                       | 鈴鹿市                       | 鈴鹿市                      | 鈴鹿市 |
| 河 曲 郡 | 中若松村       | 中若松村       | 中若松村              | 若松村                     | 若松村                     | 河芸郡 若松村               | 若松村                       | 昭和17年12月1日 鈴鹿市 | 鈴鹿市                       | 鈴鹿市                       | 鈴鹿市                       | 鈴鹿市                       | 鈴鹿市                      | 鈴鹿市 |
| 河 曲 郡 | 北若松村       | 北若松村       | 北若松村              | 若松村                     | 若松村                     | 河芸郡 若松村               | 若松村                       | 昭和17年12月1日 鈴鹿市 | 鈴鹿市                       | 鈴鹿市                       | 鈴鹿市                       | 鈴鹿市                       | 鈴鹿市                      | 鈴鹿市 |
| 河 曲 郡 | 岸岡村         | 岸岡村         | 岸岡村                | 若松村                     | 若松村                     | 河芸郡 若松村               | 明治30年9月30日 玉垣村に編入 | 昭和17年12月1日 鈴鹿市 | 鈴鹿市                       | 鈴鹿市                       | 鈴鹿市                       | 鈴鹿市                       | 鈴鹿市                      | 鈴鹿市 |
| 河 曲 郡 | 玉垣村         | 玉垣村         | 玉垣村                | 玉垣村                     | 玉垣村                     | 河芸郡 玉垣村               | 玉垣村                       | 昭和17年12月1日 鈴鹿市 | 鈴鹿市                       | 鈴鹿市                       | 鈴鹿市                       | 鈴鹿市                       | 鈴鹿市                      | 鈴鹿市 |
| 河 曲 郡 | 柳村           | 柳村           | 柳村                  | 玉垣村                     | 玉垣村                     | 河芸郡 玉垣村               | 玉垣村                       | 昭和17年12月1日 鈴鹿市 | 鈴鹿市                       | 鈴鹿市                       | 鈴鹿市                       | 鈴鹿市                       | 鈴鹿市                      | 鈴鹿市 |
| 河 曲 郡 | 肥田村         | 肥田村         | 肥田村                | 玉垣村                     | 玉垣村                     | 河芸郡 玉垣村               | 玉垣村                       | 昭和17年12月1日 鈴鹿市 | 鈴鹿市                       | 鈴鹿市                       | 鈴鹿市                       | 鈴鹿市                       | 鈴鹿市                      | 鈴鹿市 |
| 河 曲 郡 | 土師村         | 土師村         | 土師村                | 玉垣村                     | 玉垣村                     | 河芸郡 玉垣村               | 玉垣村                       | 昭和17年12月1日 鈴鹿市 | 鈴鹿市                       | 鈴鹿市                       | 鈴鹿市                       | 鈴鹿市                       | 鈴鹿市                      | 鈴鹿市 |
| 河 曲 郡 | 矢橋村         | 矢橋村         | 矢橋村                | 玉垣村                     | 玉垣村                     | 河芸郡 玉垣村               | 玉垣村                       | 昭和17年12月1日 鈴鹿市 | 鈴鹿市                       | 鈴鹿市                       | 鈴鹿市                       | 鈴鹿市                       | 鈴鹿市                      | 鈴鹿市 |
| 河 曲 郡 | 江島村         | 江島村         | 江島村                | 奄芸郡 白子町              | 白子町                     | 河芸郡 白子町               | 白子町                       | 昭和17年12月1日 鈴鹿市 | 鈴鹿市                       | 鈴鹿市                       | 鈴鹿市                       | 鈴鹿市                       | 鈴鹿市                      | 鈴鹿市 |
| 奄 芸 郡 | 白子村         | 白子村         | 白子村                | 奄芸郡 白子町              | 白子町                     | 河芸郡 白子町               | 白子町                       | 昭和17年12月1日 鈴鹿市 | 鈴鹿市                       | 鈴鹿市                       | 鈴鹿市                       | 鈴鹿市                       | 鈴鹿市                      | 鈴鹿市 |
| 奄 芸 郡 | 寺家村         | 寺家村         | 寺家村                | 奄芸郡 白子町              | 白子町                     | 河芸郡 白子町               | 白子町                       | 昭和17年12月1日 鈴鹿市 | 鈴鹿市                       | 鈴鹿市                       | 鈴鹿市                       | 鈴鹿市                       | 鈴鹿市                      | 鈴鹿市 |
| 奄 芸 郡 | 稲生村         | 稲生村         | 稲生村                | 稲生村                     | 稲生村                     | 河芸郡 稲生村               | 稲生村                       | 昭和17年12月1日 鈴鹿市 | 鈴鹿市                       | 鈴鹿市                       | 鈴鹿市                       | 鈴鹿市                       | 鈴鹿市                      | 鈴鹿市 |
| 奄 芸 郡 | 野町新田       | 野町新田       | 野町新田              | 稲生村                     | 稲生村                     | 河芸郡 稲生村               | 稲生村                       | 昭和17年12月1日 鈴鹿市 | 鈴鹿市                       | 鈴鹿市                       | 鈴鹿市                       | 鈴鹿市                       | 鈴鹿市                      | 鈴鹿市 |
| 奄 芸 郡 | 野村新田       | 野村新田       | 野村新田              | 稲生村                     | 稲生村                     | 河芸郡 稲生村               | 稲生村                       | 昭和17年12月1日 鈴鹿市 | 鈴鹿市                       | 鈴鹿市                       | 鈴鹿市                       | 鈴鹿市                       | 鈴鹿市                      | 鈴鹿市 |
| 奄 芸 郡 | 磯山村         | 磯山村         | 磯山村                | 栄村                       | 栄村                       | 河芸郡 栄村                 | 栄村                         | 栄村                   | 昭和29年8月1日 鈴鹿市に編入  | 鈴鹿市                       | 鈴鹿市                       | 鈴鹿市                       | 鈴鹿市                      | 鈴鹿市 |
| 奄 芸 郡 | 木鎌稗田村出作 | 木鎌稗田村出作 | 明治8年 五祝村        | 栄村                       | 栄村                       | 河芸郡 栄村                 | 栄村                         | 栄村                   | 昭和29年8月1日 鈴鹿市に編入  | 鈴鹿市                       | 鈴鹿市                       | 鈴鹿市                       | 鈴鹿市                      | 鈴鹿市 |
| 奄 芸 郡 | 稲生村出作     |                | 明治8年 五祝村        | 栄村                       | 栄村                       | 河芸郡 栄村                 | 栄村                         | 栄村                   | 昭和29年8月1日 鈴鹿市に編入  | 鈴鹿市                       | 鈴鹿市                       | 鈴鹿市                       | 鈴鹿市                      | 鈴鹿市 |
| 奄 芸 郡 | 徳田村出作     |                | 明治8年 五祝村        | 栄村                       | 栄村                       | 河芸郡 栄村                 | 栄村                         | 栄村                   | 昭和29年8月1日 鈴鹿市に編入  | 鈴鹿市                       | 鈴鹿市                       | 鈴鹿市                       | 鈴鹿市                      | 鈴鹿市 |
| 奄 芸 郡 | 木鎌村         |                | 明治8年 五祝村        | 栄村                       | 栄村                       | 河芸郡 栄村                 | 栄村                         | 栄村                   | 昭和29年8月1日 鈴鹿市に編入  | 鈴鹿市                       | 鈴鹿市                       | 鈴鹿市                       | 鈴鹿市                      | 鈴鹿市 |
| 奄 芸 郡 | 稗田村         |                | 明治8年 五祝村        | 栄村                       | 栄村                       | 河芸郡 栄村                 | 栄村                         | 栄村                   | 昭和29年8月1日 鈴鹿市に編入  | 鈴鹿市                       | 鈴鹿市                       | 鈴鹿市                       | 鈴鹿市                      | 鈴鹿市 |
| 奄 芸 郡 | 秋永村         | 秋永村         | 秋永村                | 栄村                       | 栄村                       | 河芸郡 栄村                 | 栄村                         | 栄村                   | 昭和29年8月1日 鈴鹿市に編入  | 鈴鹿市                       | 鈴鹿市                       | 鈴鹿市                       | 鈴鹿市                      | 鈴鹿市 |
| 奄 芸 郡 | 郡山村         | 郡山村         | 郡山村                | 栄村                       | 栄村                       | 河芸郡 栄村                 | 栄村                         | 栄村                   | 昭和29年8月1日 鈴鹿市に編入  | 鈴鹿市                       | 鈴鹿市                       | 鈴鹿市                       | 鈴鹿市                      | 鈴鹿市 |
| 奄 芸 郡 | 中瀬古村       | 中瀬古村       | 中瀬古村              | 栄村                       | 栄村                       | 河芸郡 栄村                 | 栄村                         | 栄村                   | 昭和29年8月1日 鈴鹿市に編入  | 鈴鹿市                       | 鈴鹿市                       | 鈴鹿市                       | 鈴鹿市                      | 鈴鹿市 |
| 奄 芸 郡 | 越知村         | 一部を除く     | 越知村                | 栄村                       | 栄村                       | 河芸郡 栄村                 | 栄村                         | 栄村                   | 昭和29年8月1日 鈴鹿市に編入  | 鈴鹿市                       | 鈴鹿市                       | 鈴鹿市                       | 鈴鹿市                      | 鈴鹿市 |
| 奄 芸 郡 | 越知村         | 一部           | 越知村                | 天名村                     | 天名村                     | 河芸郡 天名村               | 天名村                       | 天名村                 | 昭和29年8月1日 鈴鹿市に編入  | 鈴鹿市                       | 鈴鹿市                       | 鈴鹿市                       | 鈴鹿市                      | 鈴鹿市 |
| 奄 芸 郡 | 徳田村         | 徳田村         | 徳田村                | 天名村                     | 天名村                     | 河芸郡 天名村               | 天名村                       | 天名村                 | 昭和29年8月1日 鈴鹿市に編入  | 鈴鹿市                       | 鈴鹿市                       | 鈴鹿市                       | 鈴鹿市                      | 鈴鹿市 |
| 奄 芸 郡 | 御薗村         | 御薗村         | 御薗村                | 天名村                     | 天名村                     | 河芸郡 天名村               | 天名村                       | 天名村                 | 昭和29年8月1日 鈴鹿市に編入  | 鈴鹿市                       | 鈴鹿市                       | 鈴鹿市                       | 鈴鹿市                      | 鈴鹿市 |
| 奄 芸 郡 | 徳居村         | 徳居村         | 徳居村                | 合川村                     | 合川村                     | 河芸郡 合川村               | 合川村                       | 合川村                 | 昭和29年8月1日 鈴鹿市に編入  | 鈴鹿市                       | 鈴鹿市                       | 鈴鹿市                       | 鈴鹿市                      | 鈴鹿市 |
| 奄 芸 郡 | 三宅村         | 三宅村         | 三宅村                | 合川村                     | 合川村                     | 河芸郡 合川村               | 合川村                       | 合川村                 | 昭和29年8月1日 鈴鹿市に編入  | 鈴鹿市                       | 鈴鹿市                       | 鈴鹿市                       | 鈴鹿市                      | 鈴鹿市 |
| 奄 芸 郡 | 長法寺村       | 長法寺村       | 長法寺村              | 合川村                     | 合川村                     | 河芸郡 合川村               | 合川村                       | 合川村                 | 昭和29年8月1日 鈴鹿市に編入  | 鈴鹿市                       | 鈴鹿市                       | 鈴鹿市                       | 鈴鹿市                      | 鈴鹿市 |

## 人口
| |                                        |  |
| 鈴鹿市と全国の年齢別人口分布（2005年） | 鈴鹿市の年齢・男女別人口分布（2005年） |  |
| ■紫色 ― 鈴鹿市 ■緑色 ― 日本全国 | ■青色 ― 男性 ■赤色 ― 女性              |  |
| 鈴鹿市（に相当する地域）の人口の推移 \| 1970年（昭和45年） \| 121,185人 \| \| \| 1975年（昭和50年） \| 141,829人 \| \| \| 1980年（昭和55年） \| 156,250人 \| \| \| 1985年（昭和60年） \| 164,936人 \| \| \| 1990年（平成2年） \| 174,105人 \| \| \| 1995年（平成7年） \| 179,800人 \| \| \| 2000年（平成12年） \| 186,151人 \| \| \| 2005年（平成17年） \| 193,114人 \| \| \| 2010年（平成22年） \| 199,293人 \| \| \| 2015年（平成27年） \| 196,403人 \| \| \| 2020年（令和2年） \| 195,670人 \| \| |                                        |  |
| 総務省統計局 国勢調査より |                                        |  |
| 1970年（昭和45年） | 121,185人                              |  |
| 1975年（昭和50年） | 141,829人                              |  |
| 1980年（昭和55年） | 156,250人                              |  |
| 1985年（昭和60年） | 164,936人                              |  |
| 1990年（平成2年） | 174,105人                              |  |
| 1995年（平成7年） | 179,800人                              |  |
| 2000年（平成12年） | 186,151人                              |  |
| 2005年（平成17年） | 193,114人                              |  |
| 2010年（平成22年） | 199,293人                              |  |
| 2015年（平成27年） | 196,403人                              |  |
| 2020年（令和2年） | 195,670人                              |  |

## 市政
- 市長：末松則子 任期：2023年（令和5年）5月1日から2027年（令和9年）4月30日

副市長が2人置かれているほか、会計管理者は会計課の職員が担っている。

### 歴代市長
- 初代市長：奥田茂造
- 2代目市長：杉本龍造 - 初の名誉市民
- 3代目市長：野村仲三郎
- 4代目市長：衣斐賢譲
- 5代目市長：加藤栄
- 6代目市長：川岸光男
- 7代目市長：末松則子 - 就任4期目

### 市役所の機構
- 危機管理部
- 政策経営部
- 総務部
- 地域振興部
- 文化スポーツ部
- 環境部
- 子ども政策部
- 健康福祉部
- 産業振興部
- 土木部
- 都市整備部
- 会計課
- 上下水道局
- 教育委員会
- 消防本部
- 選挙管理委員会
- 監査委員
- 公平委員会
- 農業委員会
- 固定資産評価審査委員会

### マスコット
1992年、市制50周年を記念して首に鈴を付けた鹿をモチーフとしたキャラクターが制定され、名称の「ベルディ」は公募で決定された。
東名阪自動車道では市のカントリーサインにも使用されている。なお、デザインは手塚プロダクションによるもので同社が著作権を有している。

## 県政・国政
三重県議会議員選挙は市の全域をもって「鈴鹿市選挙区」を成している。定数は4人である。
衆議院議員選挙は市の全域が三重2区に含まれている。2021年時点の選出議員は、川崎秀人（自由民主党）である。

## 経済
工業の製造品出荷額、農業の生産額はともに県内トップクラスであり、農工のバランスがとれた都市といえる。

### 産業

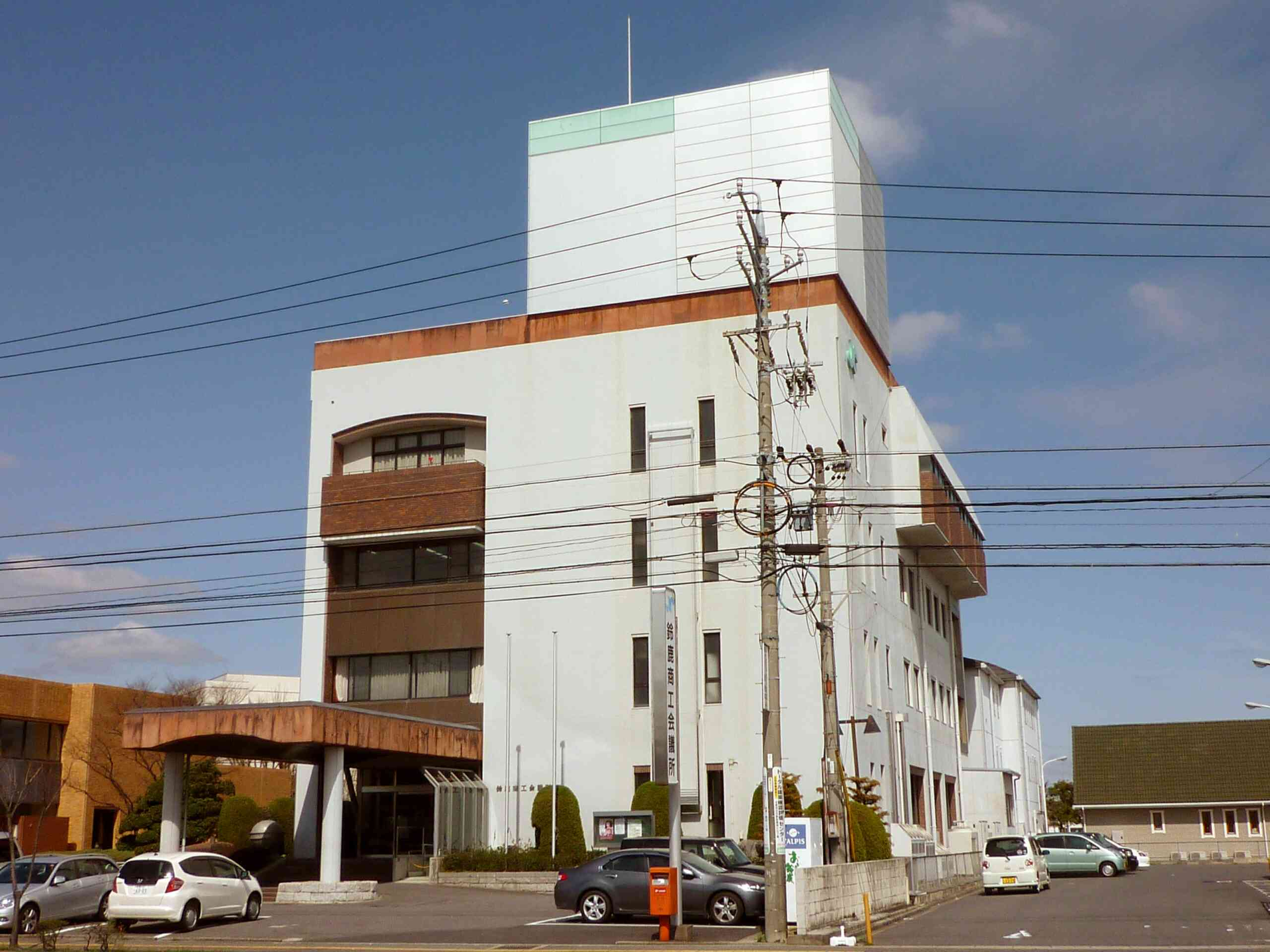
鈴鹿商工会議所

#### 製造業
第二次世界大戦前は海軍工廠、基地を擁する軍都。戦後は海軍施設跡地に自動車、電機などの企業を誘致し、現在は製造品出荷額は県2位である。

##### 市内に工場を置く主な企業
- 旭化成
- AGF鈴鹿
- 住友電装
- 住友ファーマ
- フジクラ
- 富士電機
- 富士フイルムマニュファクチャリング
- NC中日本コンクリート工業
- 日立Astemo
- 本田技研工業（ホンダ）

#### 伝統産業
- 伊勢形紙
- 鈴鹿墨

### 農業
米、伊勢茶、さつきなどを中心とする農業の生産額は県1位である。

### 水産業
のりが養殖され、また、アナゴ、コウナゴが水揚げされる。白子地区には三重県水産研究所鈴鹿水産研究室がある。
- 白子漁港
- 若松漁港
- 鈴鹿漁港

### 商業

#### 主なショッピングモール
- イオンモール鈴鹿
  - イオンタウン鈴鹿
- イオンタウン鈴鹿玉垣
- 鈴鹿ハンター
- 鈴鹿ラッツ (旧スキップタウン)
- そよら鈴鹿白子（2024年3月28日開業、旧白子ショッピングタウンサンズ）
- MEGAドン・キホーテUNY鈴鹿店
- フレスポ鈴鹿

### 日本郵政グループ
（2015年9月現在）
- 日本郵便株式会社

- 鈴鹿郵便局（西条）- 集配局、ホリデーサービス実施
- 白子郵便局（白子町）- 集配局、ホリデーサービス実施
- 鈴鹿神戸郵便局（神戸）
- 鈴鹿玉垣郵便局（東玉垣町）- ホリデーサービス実施
- 鈴鹿若松郵便局（若松東）
- 鈴鹿寺家郵便局（寺家）
- 鈴鹿石薬師郵便局（石薬師町）
- 鈴鹿暁郵便局（南玉垣町）
- 鈴鹿長太郵便局（長太旭町）
- 鈴鹿旭が丘郵便局（東旭が丘）- ホリデーサービス実施
- 鈴鹿磯山郵便局（磯山）
- 椿郵便局（山本町）
- 合川郵便局（三宅町）
- 鈴鹿国府郵便局（国府町）
- 鈴峰郵便局（伊船町）
- 鈴鹿箕田郵便局（南堀江）
- 久間田郵便局（下大久保町）
- 鈴鹿加佐登郵便局（加佐登）
- 鈴鹿道伯郵便局（道伯）
- 鈴鹿庄野郵便局（庄野共進）
- 鈴鹿江島郵便局（東江島町）
- 鈴鹿算所郵便局（算所）
- 鈴鹿天名郵便局（御薗町）
- 鈴鹿稲生郵便局（稲生西）
- 鈴鹿白子本町郵便局（白子本町）
- 庄内簡易郵便局（東庄内町）
- 鈴鹿自由丘簡易郵便局（自由ヶ丘）

- ゆうちょ銀行
  - 名古屋支店 鈴鹿ハンター内出張所（算所）（ATMのみ／ホリデーサービス実施）
  - 名古屋支店 MEGAドン・キホーテUNY鈴鹿店内出張所（南玉垣町）（ATMのみ／ホリデーサービス実施）
  - 名古屋支店 イオンモール鈴鹿内出張所（庄野羽山＝しょうのはやま）（ATMのみ／ホリデーサービス実施）
  - 名古屋支店 ファミリーマート鈴鹿自由ヶ丘店内出張所（自由ヶ丘）（ATM・カード取り扱いのみ／ホリデーサービス実施）

その他簡易郵便局を除く各郵便局にATMが設置されている。
※鈴鹿市内の郵便番号は以下の通り。
- 「510-02xx」＝南部地域。白子郵便局の集配担当。
- 「513-00xx」「513-08xx」「513-11xx」「519-03xx」＝北部地域。鈴鹿郵便局の集配担当。
- なお、西庄内町（519-0271）・東庄内町（519-0272）は亀山郵便局（亀山市東御幸町実泥）の集配担当となっている。

## 姉妹都市・提携都市

### 海外
友好都市
- フランス共和国ペイ･ド･ラ･ロワール地方ルマン市
1990年5月27日 友好都市提携
- アメリカ合衆国オハイオ州ベルファウンテン市
1991年8月7日 友好都市提携

### 国内
その他
- 外国人集住都市会議
静岡県浜松市が中心に呼びかけ、日本国内の外国人（主に南米出身者）が多く住む街の自治体や国際交流協会などが集まり、外国人住民が多数居住する都市の行政と地域の国際交流のために設立された組織。

## 地域
鈴鹿市は23の地区から成る。
- 国府（こう）地区
- 庄野（しょうの）地区
市の中部に位置する地区。中央道路沿線には工場や複数の大型ショッピングセンターなどが立ち並び、新市街となっている。
東海道五十三次庄野宿で知られる。
- 加佐登（かさど）地区
- 牧田（まきた）地区
- 石薬師（いしやくし）地区
東海道五十三次石薬師宿が所在した。
- 白子（しろこ）地区
市の東部、伊勢湾沿いに位置し、市内で最大の駅である近畿日本鉄道（近鉄）名古屋線白子駅があり、実質的な鈴鹿市の中心部である。
駅東側は白子漁港があり、また旧街道沿いには旧家が多く立ち並ぶ。白子地区については、白子 (鈴鹿市)に詳しい。
- 稲生（いのう）地区
白子地区西側に位置する地区。北西部には鈴鹿サーキットを有し、南部には水田地帯が広がる。
- 飯野（いいの）地区
- 河曲（かわの）地区
- 一ノ宮（いちのみや）地区
神戸地区北東部に位置する地区。北は鈴鹿川を挟んで四日市市河原田と接する。
現在の地名は、地区には都波岐神社・奈加等神社があり、これが伊勢国一宮だったことに由来する。
市内最大の水田地帯が地区の多くを占める。
- 箕田（みだ）地区
上箕田、中箕田、下箕田に分かれ、その周辺に堀江や西一色や林崎がある。
漁業では小女子や海苔の養殖が盛ん。
長太、伊勢若松に通じる塩浜街道が通る。
- 玉垣（たまがき）地区
北は神戸地区、東は若松地区、西は飯野地区、南は白子地区に接する。
地区の中心を国道23号が南北に貫いている。
フジクラや富士電機、AGFといった巨大な工場は、この地区にある。
- 若松（わかまつ）地区 
白子地区北側から箕田地区南側まで、近鉄名古屋線と伊勢湾沿いに細長く位置する地区。漁業を主とし、若松産の穴子は特に有名。
- 神戸（かんべ）地区
市役所を初めとする行政機関を多く有する地区である。
近鉄鈴鹿線・伊勢鉄道沿線で、2つの駅がある。
- 栄（さかえ）地区 - 奄芸郡栄村（1889年）→河芸郡栄村（1896年）→編入（1954年）
市の最南端に位置し、東は伊勢湾に面し、西は天名地区、北は稲生地区及び白子地区、南は津市と隣接する。
地区の東部に近鉄名古屋線、西部に伊勢鉄道が走っている。
- 天名（あまな）地区 - 奄芸郡天名村（1889年）→河芸郡天名村（1896年）→編入（1954年）
- 合川（あいかわ）地区 - 奄芸郡合川村（1889年）→河芸郡合川村（1896年）→編入（1954年）
- 井田川（いだがわ）地区
- 久間田（くまだ）地区
- 椿（つばき）地区
市の最西部に位置し、入道ヶ岳山麗に広がる地区。ゴルフコースやキャンプ場といったレジャー施設などが多く、また椿大神社を初めとして神社仏閣も多い。
- 深伊沢（ふかいざわ）地区
- 鈴峰（れいほう）地区
椿地区の南側に位置し、椿地区同様にゴルフコースを多数有する自然豊かな地区。東名阪自動車道の鈴鹿インターチェンジがある。
- 庄内（しょうない）地区

## 施設

### 行政施設
- 鈴鹿警察署
- 鈴鹿市消防本部
- 鈴鹿簡易裁判所
- 鈴鹿税務署
- ハローワーク鈴鹿

### 文化施設

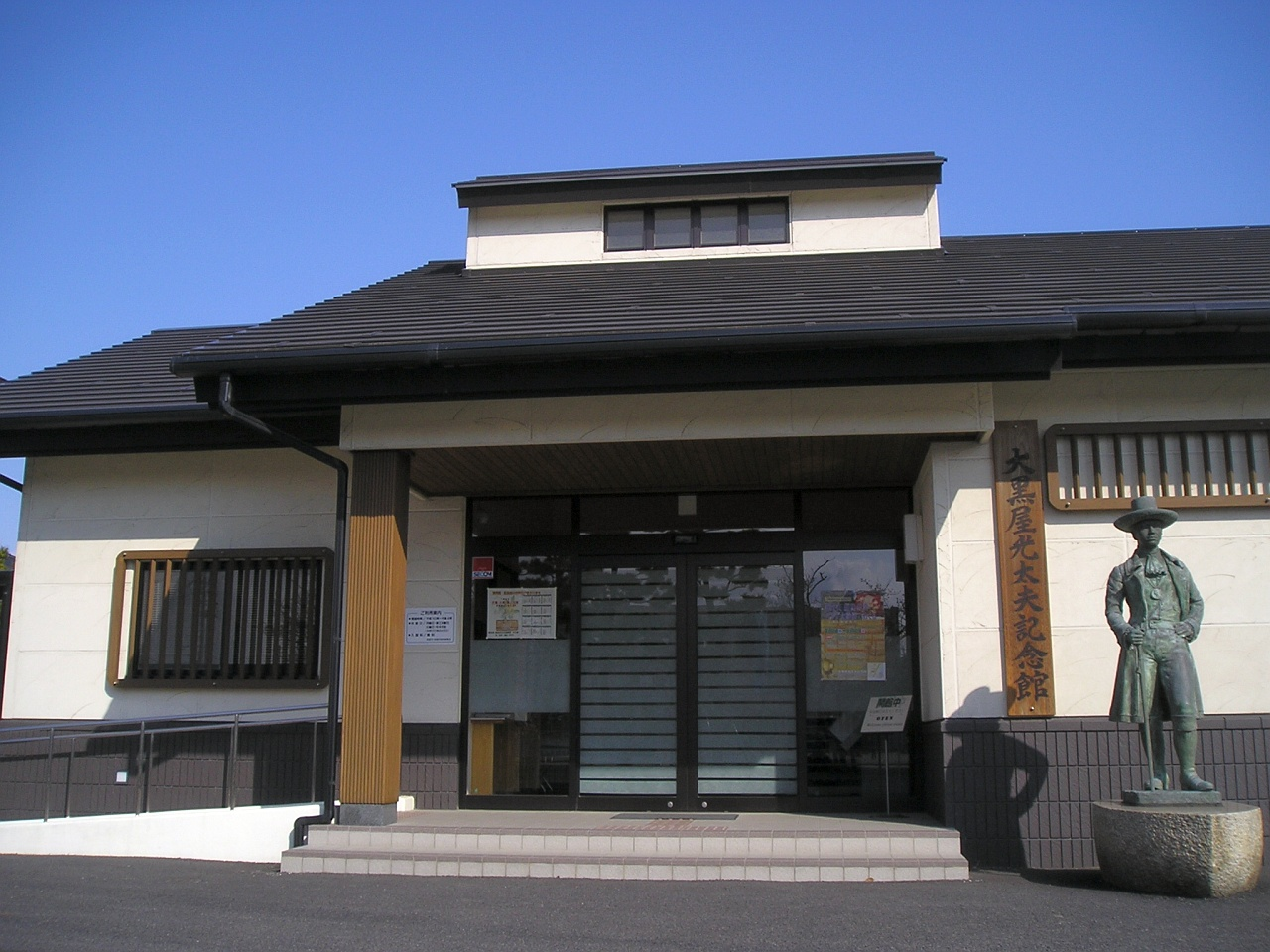
大黒屋光太夫記念館のエントランス。右に光太夫像が建つ。

- イスのサンケイホール鈴鹿(鈴鹿市民会館）
- 鈴鹿市文化会館
- 鈴鹿市立図書館
  - 江島分館
- 大黒屋光太夫記念館
- 鈴鹿市考古博物館

### スポーツ施設
- AGF鈴鹿体育館（鈴鹿市立体育館）
  - 西部体育館
- 鈴鹿市武道館
- AGF鈴鹿陸上競技場（石垣池公園陸上競技場）
  - 石垣池公園野球場
- 三重交通Gスポーツの杜鈴鹿（三重県営鈴鹿スポーツガーデン）

### 病院
- 2次救急医療施設
  - 鈴鹿中央総合病院
  - 鈴鹿回生病院
- 1次救急輪番病院
  - 高木病院
  - 塩川病院 - 1955年（昭和30年）に設立[11]。
  - 村瀬病院
- 大規模災害急性期病院(上記含む)
  - 国立病院機構鈴鹿病院
  - 鈴鹿厚生病院
  - さくら病院

## 学校

### 小学校
- 鈴鹿市立合川小学校
- 鈴鹿市立旭が丘小学校
- 鈴鹿市立愛宕小学校
- 鈴鹿市立天名小学校
- 鈴鹿市立飯野小学校
- 鈴鹿市立石薬師小学校
- 鈴鹿市立井田川小学校
- 鈴鹿市立一ノ宮小学校
- 鈴鹿市立稲生小学校
- 鈴鹿市立加佐登小学校
- 鈴鹿市立河曲小学校
- 鈴鹿市立神戸小学校
- 鈴鹿市立国府小学校
- 鈴鹿市立郡山小学校
- 鈴鹿市立栄小学校

- 鈴鹿市立桜島小学校
- 鈴鹿市立庄内小学校
- 鈴鹿市立庄野小学校
- 鈴鹿市立白子小学校
- 鈴鹿市立清和小学校
- 鈴鹿市立玉垣小学校
- 鈴鹿市立鼓ヶ浦小学校
- 鈴鹿市立椿小学校
- 鈴鹿市立長太小学校
- 鈴鹿市立深伊沢小学校
- 鈴鹿市立牧田小学校
- 鈴鹿市立箕田小学校
- 鈴鹿市立明生小学校
- 鈴鹿市立鈴西小学校
- 鈴鹿市立若松小学校

### 特別支援学校
- 三重県立杉の子特別支援学校
  - 石薬師分校

### 中学校
- 鈴鹿市立大木中学校
- 鈴鹿市立神戸中学校
- 鈴鹿市立白鳥中学校
- 鈴鹿市立白子中学校
- 鈴鹿市立創徳中学校
- 鈴鹿市立千代崎中学校
- 鈴鹿市立鼓ヶ浦中学校
- 鈴鹿市立天栄中学校
- 鈴鹿市立平田野中学校
- 鈴鹿市立鈴峰中学校

### 高等学校
- 三重県立神戸高等学校
- 三重県立飯野高等学校
- 三重県立稲生高等学校
- 三重県立白子高等学校
- 三重県立石薬師高等学校
- 鈴鹿高等学校

### 中高一貫校
- 鈴鹿中等教育学校

### 高等専門学校
- 鈴鹿工業高等専門学校

### 大学・短大

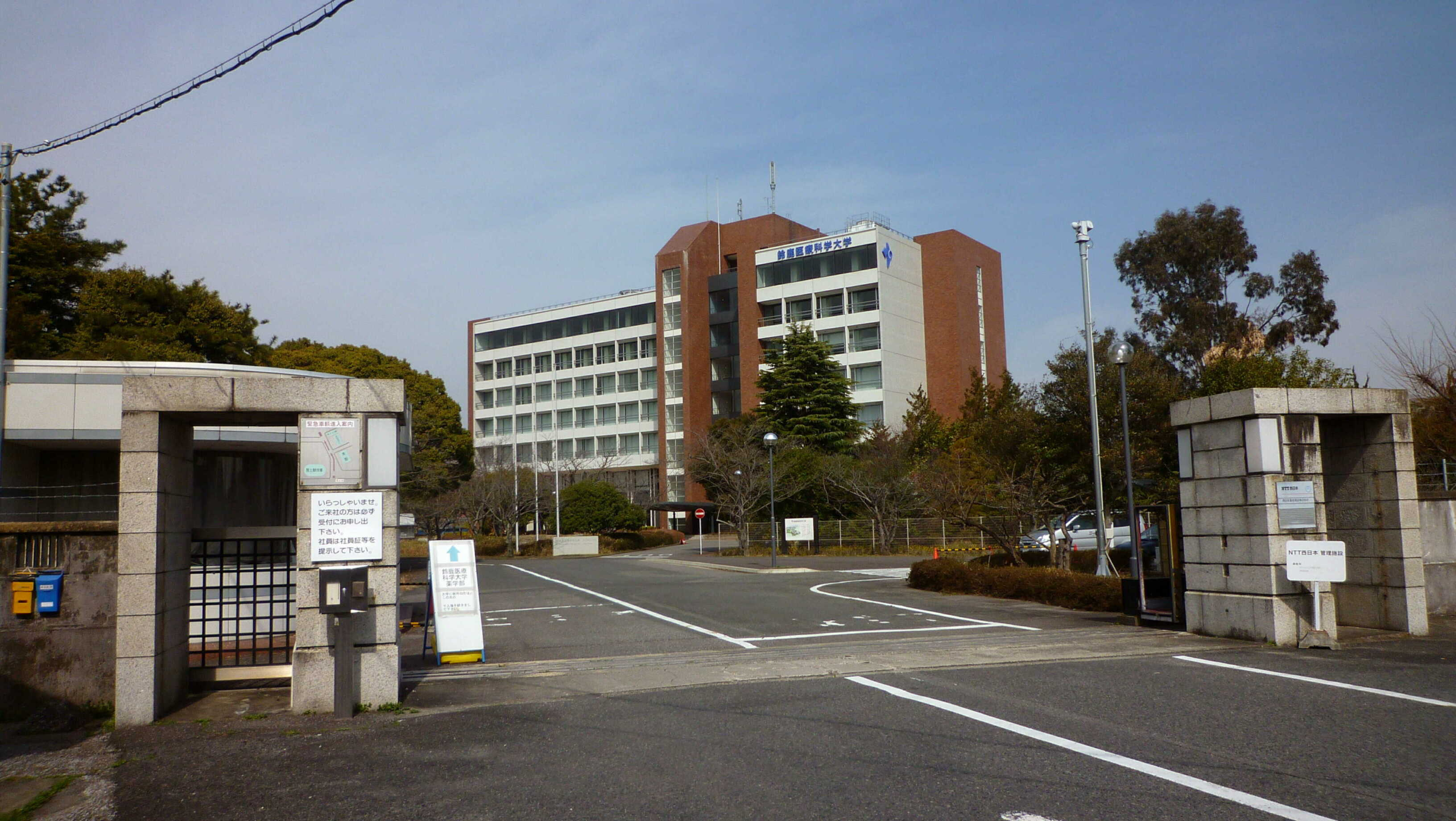
鈴鹿医療科学大学白子キャンパス

- 鈴鹿大学
- 鈴鹿大学短期大学部
- 鈴鹿医療科学大学
  - 千代崎キャンパス
  - 白子キャンパス

## 交通

### 鉄道
東海旅客鉄道（JR東海）
- 関西本線
  - 河曲駅 - 加佐登駅

近畿日本鉄道（近鉄）
- 名古屋線
  - 磯山駅 - 鼓ヶ浦駅 - 白子駅 - 千代崎駅 - 伊勢若松駅 - 箕田駅 - 長太ノ浦駅
- 鈴鹿線（全線市内）
  - 伊勢若松駅 - 柳駅 - 鈴鹿市駅 - 三日市駅 - 平田町駅

伊勢鉄道
- 伊勢線
  - 鈴鹿駅 - 玉垣駅 - 鈴鹿サーキット稲生駅 - 徳田駅 - 中瀬古駅

白子駅と鈴鹿駅にはそれぞれ特急列車が停車する。市役所は鈴鹿駅のほか鈴鹿市駅からも近い。関西本線は市の西部を、近鉄名古屋線は市の東部を通過している。

### 路線バス

#### 高速バス
- 東京高速バス（三重交通、三交伊勢志摩交通、西武観光バス） ※夜行便。 
  - 西武バス大宮営業所・大宮駅・池袋駅・バスタ新宿（新宿駅南口）・立川駅 - 桑名駅・近鉄四日市駅・三交鈴鹿・白子駅西口・津駅・松阪駅・伊勢市駅・鳥羽バスセンター
  - 西武バス大宮営業所・大宮駅・池袋駅・横浜駅YCAT - 桑名駅・近鉄四日市駅・三交鈴鹿・白子駅西口・津駅・松阪駅・伊勢市駅・鳥羽バスセンター
- WILLER EXPRESS： 川崎駅・バスタ新宿 - 近鉄四日市駅・白子駅・津駅・松阪駅・伊勢市駅（ベイラインエクスプレス） ※夜行
- JAMJAMライナー： 東京ディズニーランド・バスタ新宿・横浜駅 - 豊橋駅・名古屋駅南・近鉄四日市駅・白子駅 （ジャムジャムエクスプレス） ※夜行

#### 一般路線バス
- 三重交通
- C-BUS（市が運営するコミュニティバス）

### 道路

#### 高速自動車国道
- 東名阪自動車道
  - 鈴鹿インターチェンジ
- 新名神高速道路
  - 鈴鹿パーキングエリア（PIT SUZUKA、スマートインターチェンジ併設）

#### 一般国道
- 国道1号
- 国道23号
  - 鈴鹿四日市道路（2020年3月31日新規事業化）
  - 中勢バイパス
- 国道25号 - 市内はすべて国道1号の重複区間
- 国道306号

#### 県道・市道
市道については主なものを記載。
- 主要地方道
  - 三重県道6号四日市楠鈴鹿線
  - 三重県道8号四日市鈴鹿環状線
  - 三重県道11号四日市関線
  - 三重県道27号神戸長沢線
  - 三重県道41号亀山鈴鹿線
  - 三重県道54号鈴鹿環状線（中央道路）
- 一般県道
  - 三重県道103号四日市鈴鹿線
  - 三重県道115号鈴鹿宮妻峡線
  - 三重県道144号鈴鹿関線
  - 三重県道407号三畑四日市線
  - 三重県道506号鈴鹿港線
  - 三重県道507号千代崎港線
  - 三重県道551号白子停車場線
  - 三重県道552号伊勢若松停車場線

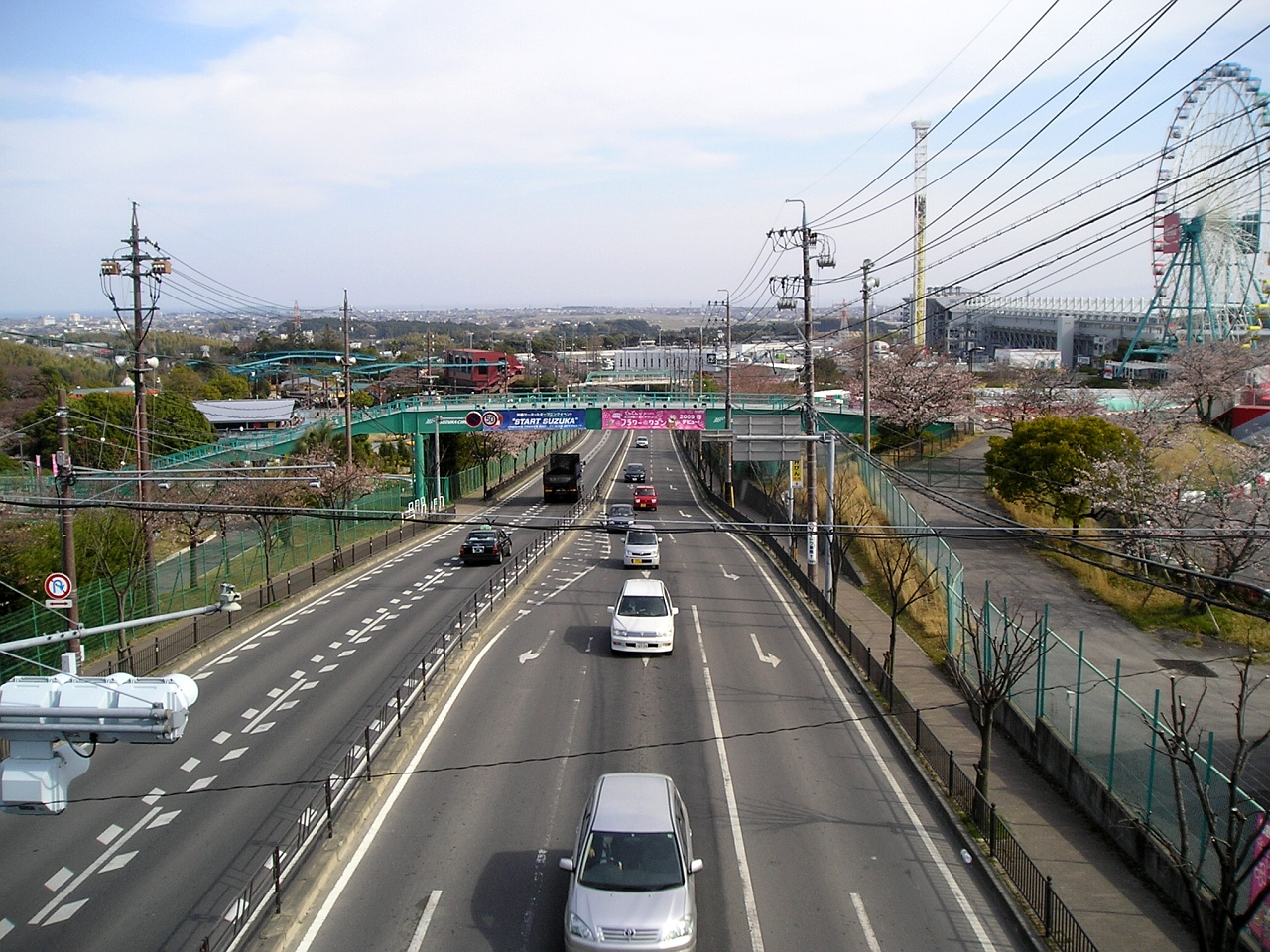
「サーキット道路」（鈴鹿サーキット付近、国道23号方面を望む）

  - 三重県道553号伊勢若松停車場神戸地子線
  - 三重県道560号鈴鹿公園長沢線
  - 三重県道563号稲生山線
  - 三重県道564号鼓ヶ浦線
  - 三重県道635号南堀江須賀線
  - 三重県道637号辺法寺加佐登停車場線
  - 三重県道638号西庄内高塚線
  - 三重県道641号平野亀山線
  - 三重県道642号国府白子停車場線
  - 三重県道643号三行庄野線
  - 三重県道645号上野鈴鹿線
  - 三重県道648号鈴鹿芸濃線
  - 三重県道650号三宅一身田停車場線
- 市道加佐登鼓ヶ浦線（サーキット道路）

廃止した県道
- 三重県道523号加佐登停車場線
- 三重県道640号長明寺井田川停車場線

### 鈴鹿ナンバー
従来、市内を使用の本拠地としている自動車のナンバープレートには三重運輸支局を示す表示（三重ナンバー）がなされていたが、ご当地ナンバー制度が初めて施行された2006年（平成18年）10月10日より「鈴鹿ナンバー」が導入され、鈴鹿市と亀山市を使用の本拠地とする自動車が対象となっている。
この表記について統計に基づく世論調査ではないが、ポータルサイトのYahoo! JAPANが施行に先立つ同年9月25日から27日の間に行ったウェブ上における人気投票では、同時に施行された17のご当地ナンバーの中で次点より4倍近い得票を得る人気となった。この結果について投票主催者は『鈴鹿サーキットやF1のイメージが強い』ことが理由ではないかと分析している。

## 通信

### 市外局番
- 市外局番は市内全域で059（四日市MA。四日市市や三重郡の自治体と同じ）が使用される[13]。
  - 2006年（平成18年）1月31日までは0593が使用されていた。
  - 市外局番は津市と同じ059であるが、津市はMAが違う（津MA）ため、市外局番からダイヤルする必要がある。

## 観光

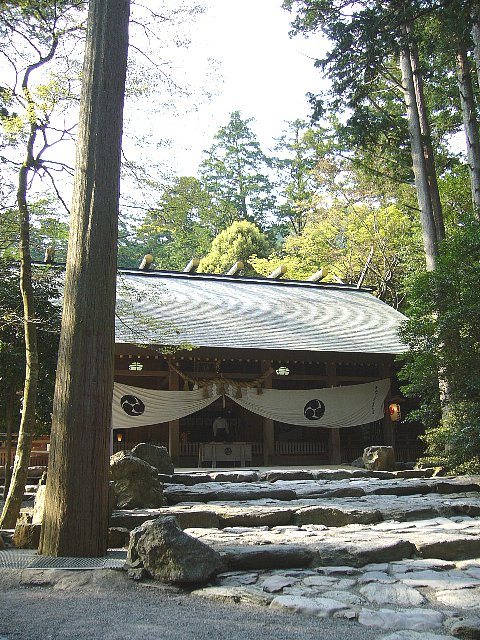
椿大神社拝殿

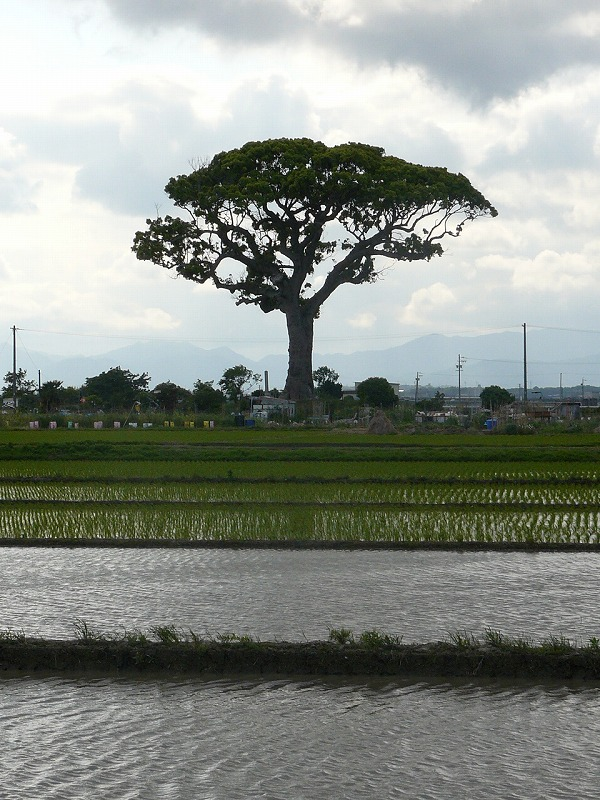
長太の大楠

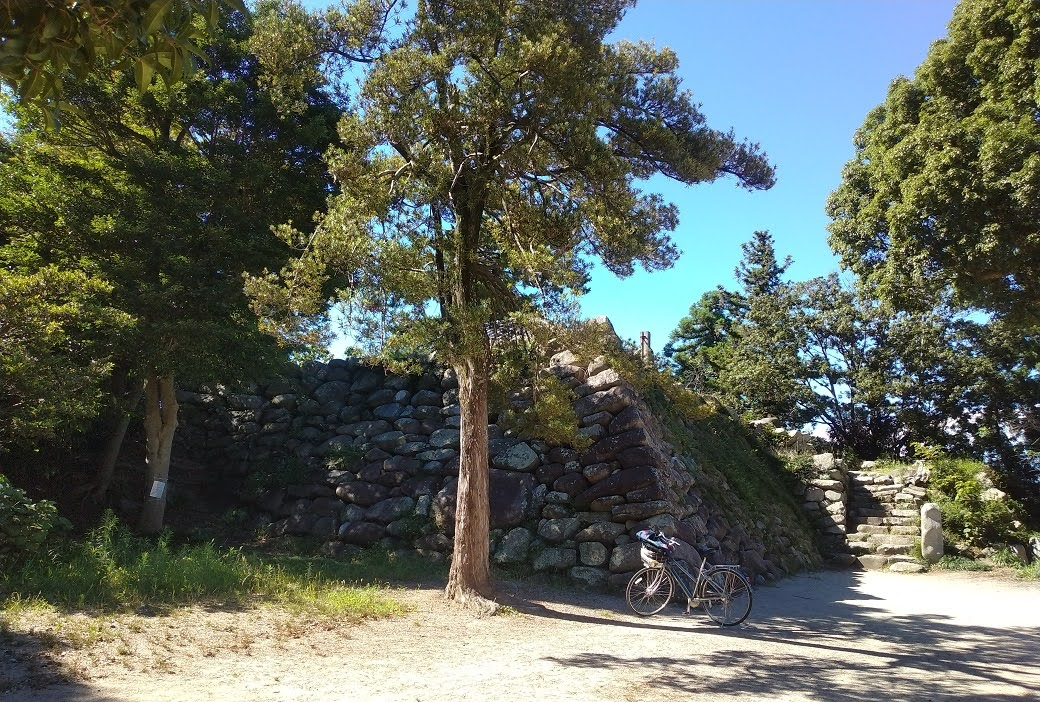
神戸城跡

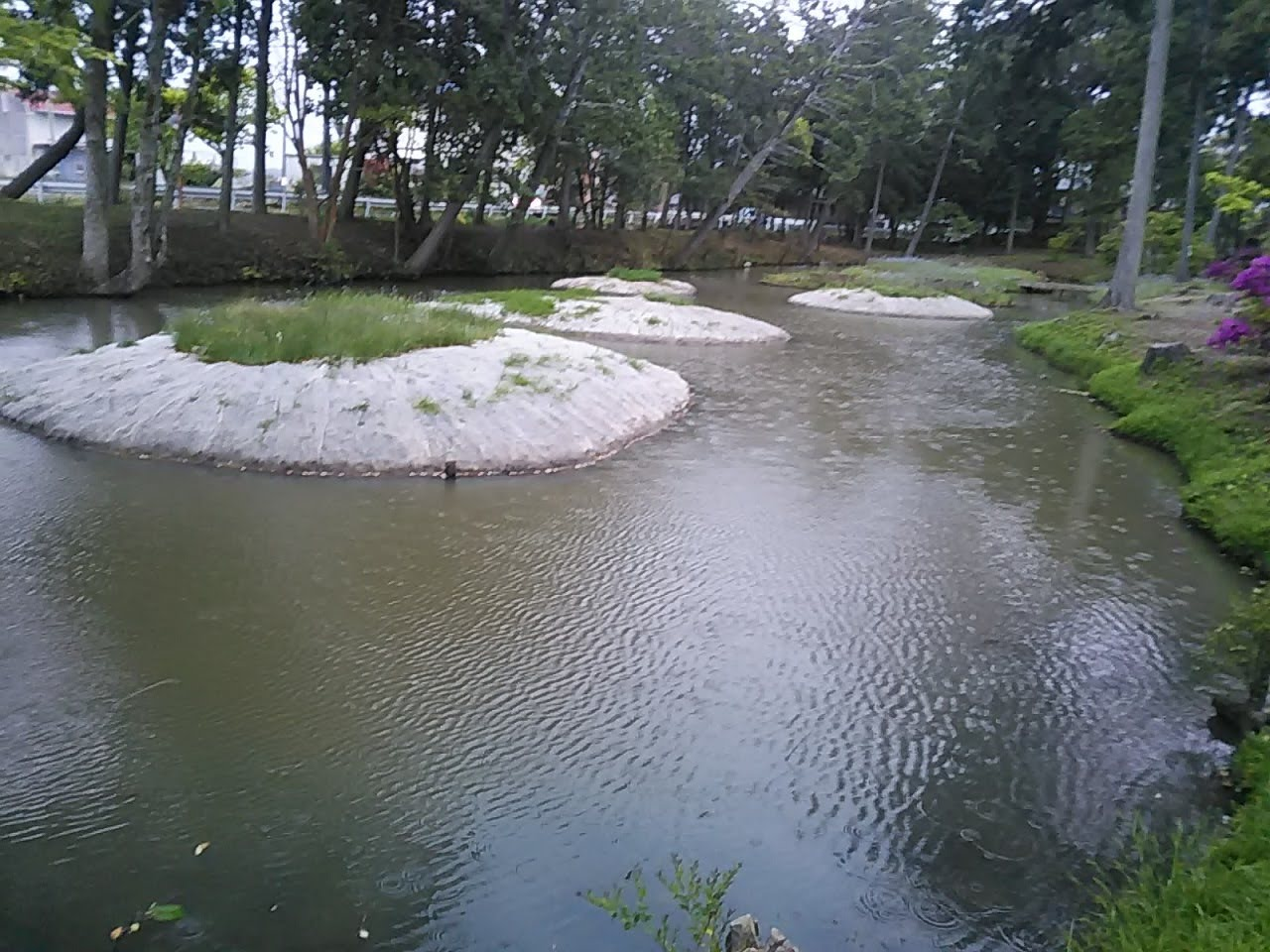
伊奈富神社庭園

### 史跡・旧跡
- 椿大神社（つばきおおかみやしろ）
- 桃林寺（とうりんじ）
- 神宮寺 - 稲生西。神宮寺、別当寺
- 伊奈冨神社（いのうじんじゃ）[14] - 伊勢国総社の推定神社の一つ。紫つつじの名所
- 慈恩寺 - 稲生西。別当寺
- 福楽寺 - 稲生塩屋
- 伊勢国分寺跡
- 龍光寺（りょうこうじ） - 釈迦の涅槃図を所蔵。毎年春に開帳がある。
- 神戸城址：県史跡。
- 子安観音寺（白子山観音寺） - 安産のご利益があるとされる。国の天然記念物の「白子不断ザクラ」が境内にある。
- 白鳥塚古墳 - ヤマトタケルの能褒野（のぼの）陵墓として有力視された古墳。
- 加佐登神社（かさどじんじゃ） - 日本武尊を祀る神社。
- 荒神山（高神山）観音寺 - 荒神山の喧嘩の舞台。
- 石薬師宿
- 石薬師寺
- 長太の大楠
- 勝速日神社（かつはやひじんじゃ）

### レジャー

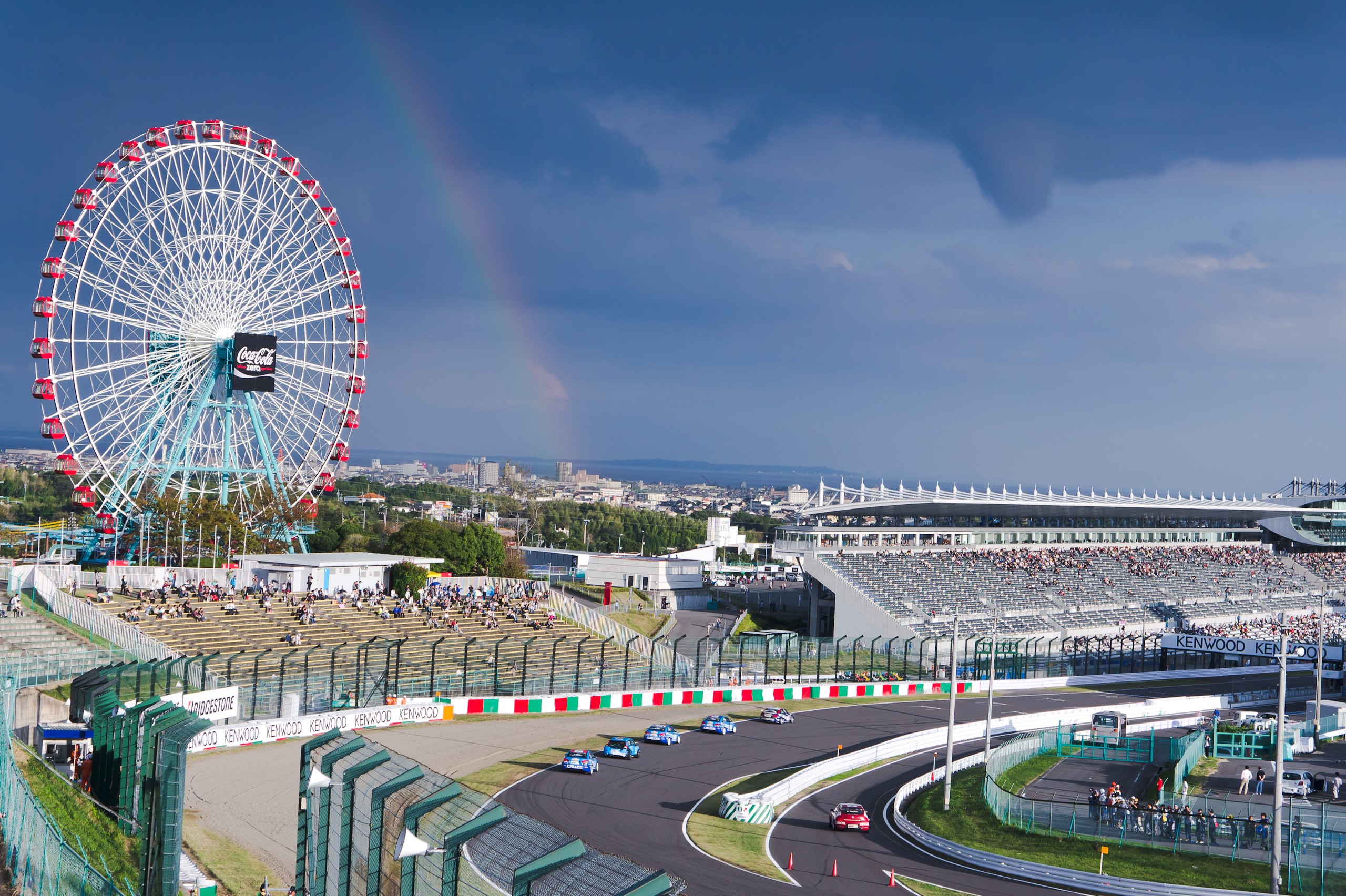
鈴鹿サーキット

- 鈴鹿サーキット - 1962年（昭和37年）9月に開場[4]。
- 鼓ヶ浦海水浴場
- 千代崎海水浴場
- 鈴鹿さつき温泉
- 小岐須渓谷

### 祭り
- 神戸石取祭
- 鈴鹿げんき花火大会 - 白子港緑地で9月に開かれる花火大会[15]。

### 名物
- 立石餅 - 神戸宿の名物で、焦げ目があるごつごつした表面の細長い餅の中に餡子が入っている[16]。

#### 公園
- ダイセーフォレストパーク（鈴鹿青少年の森）
- 神戸公園
- 弁天山公園
- 桜の森公園
- 桜島公園
- 自由ヶ丘公園
- 平田池公園
- 江島公園
- 玉垣中央公園
- 高岡山中央公園
- 御座池公園
- 箕田公園
- 江島総合スポーツ公園
- 鼓ヶ浦サン・スポーツランド
- 鈴鹿フラワーパーク
- 深谷公園
- 石垣池公園
- 海のみえる岸岡山緑地
- 鈴鹿川河川緑地

## 関連有名人
*は鈴鹿市シティセールス特命大使。

### 出身者
- 浅尾美和*（元ビーチバレー選手）
- 荒木真一（内閣府政策統括官（原子力防災担当）、原子力規制庁長官官房審議官）
- 有沙瞳（元宝塚歌劇団星組娘役）
- 伊藤智也（北京パラリンピック金メダリスト）
- 石川末廣（陸上競技選手、リオデジャネイロオリンピックマラソン代表）
- 磯部恵美（アナウンサー）
- 伊田篤史*（囲碁棋士）
- 伊藤大司（元バスケットボール選手、アルバルク東京→レバンガ北海道・レンタル移籍→滋賀レイクスターズ）
- 伊藤拓摩（B.LEAGUEアルバルク東京ヘッドコーチ）
- 伊藤涼太（ゴルファー）
- 今村隆郎（日清オイリオグループ会長、日本植物油協会会長）
- 内山命（アイドル、SKE48）
- 衛藤昂*（陸上競技選手、リオデジャネイロオリンピック走高跳び代表）
- 大谷みつほ（女優）
- 小倉隆史*（元プロサッカー選手、2016年名古屋グランパスGM兼監督）
- 加藤紀子*（女優、タレント）
- 金田陽介（漫画家）
- 北川正恭（公選第14-15代三重県知事[17]）
- 北村文男（将棋棋士）
- 北村実穂（アナウンサー）
- Kouichi（ミュージシャン）
- 後藤史（メンタルトレーナー、元女子サッカー選手）
- 後藤三知*（女子サッカー選手、マイナビ仙台レディース）
- 斎藤緑雨（小説家、評論家）
- 佐々木孝太（レーシングドライバー）
- 佐佐木信綱（国文学者、歌人、第一回文化勲章受章者）
- 笹山貴哉（バスケットボール選手）
- 澤田真吾（将棋棋士）
- 清水りさ（レースクイーン、モデル）
- 大黒屋光太夫（回船船頭）
- 大龍隆寛（十両力士）
- 田中哲司*（俳優）
- 谷元圭介*（元プロ野球選手〈北海道日本ハムファイターズ→中日ドラゴンズ〉）
- 寺井有美（バレーボール選手）
- 中西永輔*（元プロサッカー選手）
- 中西雅哉（ミュージシャン、THE ORAL CIGARETTESのメンバー）
- 中村祐斗（プロボクサー、日本スーパーフライ級ユース王者）
- 旗手怜央（プロサッカー選手、川崎フロンターレ→セルティックFC）
- 早川智之（警察庁交通局長）[18]
- 樋口英明（裁判官）
- 宝満まどか（タレント）
- 本田理紗子（歌手、女優）
- 松阪ゆうき（民謡歌手、演歌歌手、ものまねタレント）
- 真山隼人*（浪曲師）
- 道端史帆（ファッションモデル）
- 森島司（プロサッカー選手、名古屋グランパスエイト）
- 森由起子（衆議院議員）
- やない由紀（タレント）
- 矢吹正道（プロボクサー）
- 吉田温紀（サッカー選手、名古屋グランパスエイト）

### ゆかりの人物
- 井村久美子*（元陸上競技選手、鈴鹿市在住）
- 大西めぐみ（タレント）
- 清水美依紗（歌手）
- 髙田真史帆（歌手、TREASURE）
- 中嶋悟*（元F1ドライバー、鈴鹿サーキットレーシングスクール初代校長）
- 服部高顯（第9代最高裁判所長官[19]、名誉市民）
- 本田宗一郎（本田技研工業創業者、名誉市民）
- 山中智恵子（歌人）

## スポーツチーム
- サッカー
  - アトレチコ鈴鹿クラブ（日本フットボールリーグ）- Jリーグ加盟を目指すクラブの1つである。
- ラグビー
  - 三重ホンダヒート（ジャパンラグビーリーグワン）
- ハンドボール
  - 三重バイオレットアイリス（日本ハンドボールリーグ女子）
- 社会人野球
  - Honda鈴鹿硬式野球部 - 1994年に都市対抗野球で優勝している。